# Binny și fantoma
Binny și fantoma (titlu original în germană: Binny und der Geist) este un serial de televiziune german, realizat de UFA Fiction în colaborare cu Disney, după o idee de Steffi Ackermann și Vivien Hoppe.

## Prezentare
Printre personaje se numără:
- Binny - o fată obișnuită care s-a mutat cu familia sa în casa unde locuiește o fantomă. Binny este o fată căreia îi place să investigheze, fiind persoana ideală pentru a-l ajuta pe Melchior să își rezolve marele mister, și poate chiar să redevină om.
- Melchior - o fantomă a unei persoane care a murit la 14 ani (născut prin 1899, decedat în 1913). Îi place să râdă de oameni, făcându-i să strănute, sau umblându-le prin lucruri. Când Binny vorbește cu băieții, îl cuprinde gelozia. E mereu pus pe șotii, încercând sa o sperie pe Binny.

Primul sezon are 13 episoade. Primul episod a fost difuzat pe 13 decembrie 2014.

## Media
La 4 septembrie 2014 în Germania au fost lansate două cărți despre serial, scrise de Mark Stichler. Pe 5 martie 2015, același autor a mai publicat în Germania alte două cărți, având ca subiect serialul.
| # | Titlu original                                       | Data lansării (DE) | Pagini | Ref.  |
| - | ---------------------------------------------------- | ------------------ | ------ | ----- |
| 1 | Binny und der Geist - Der geheimnisvolle Mitbewohner | 4 septembrie 2014  | 160    | [ 3 ] |
| 2 | Binny und der Geist - Madame Buh                     | 4 septembrie 2014  | 160    | [ 4 ] |
| 3 | Binny und der Geist - Der Geisterstürmer             | 5 martie 2015      | 160    | [ 5 ] |
| 4 | Binny und der Geist - Der Kunstraub                  | 5 martie 2015      | 160    | [ 6 ] |